# Guilligomarc’h
Guilligomarc’h (bretonisch Gwelegouarc'h) ist eine französische Gemeinde in der Region Bretagne im Département Finistère mit 804 Einwohnern (Stand 1. Januar 2022). Sie ist die östlichste Gemeinde des Départements Finistère. Lorient liegt 22 Kilometer südlich, Quimper 50 Kilometer westnordwestlich und Paris etwa 460 Kilometer nordöstlich, im Tal des Flusses Scorff.

## Verkehr
Bei Quimperlé und Quéven befinden sich die nächsten Abfahrten an der Schnellstraße E 60 (Nantes-Brest). In Quimperlé und Lorient gibt es Regionalbahnhöfe.

## Bevölkerungsentwicklung
| Jahr                       | 1962 | 1968 | 1975 | 1982 | 1990 | 1999 | 2006 | 2017 |
| Einwohner                  | 936  | 666  | 560  | 569  | 520  | 571  | 650  | 778  |
| Quellen: Cassini und INSEE |      |      |      |      |      |      |      |      |

## Sehenswürdigkeiten
- Kirche Saint-Méven
- Kapelle Notre-Dame-de-la-Clarté im Ortsteil Saint-Éloi, Monument historique
- Kapelle Saint-Julien im Ortsteil Ty-Meur

Siehe auch: Liste der Monuments historiques in Guilligomarc’h

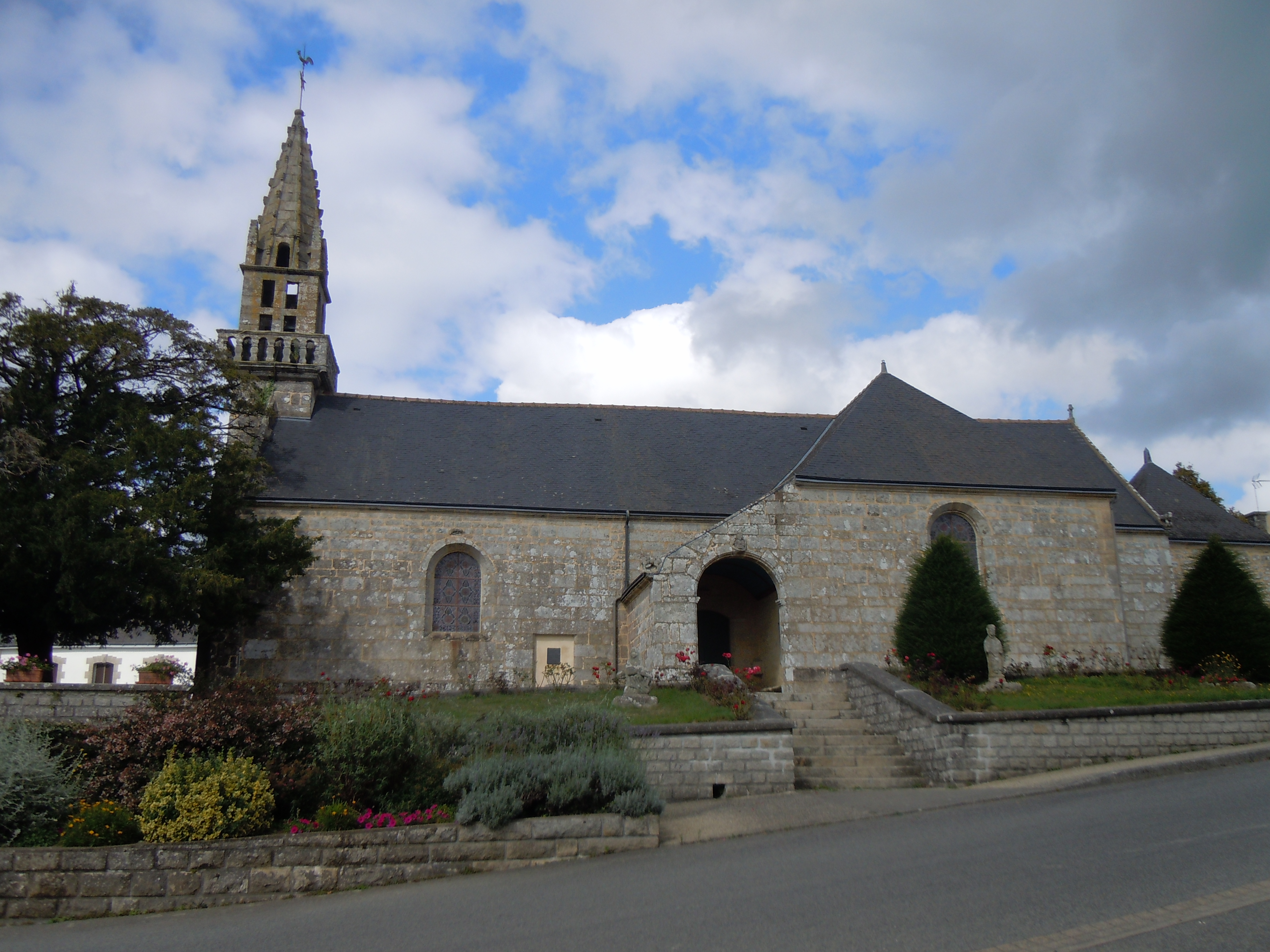
Kirche Saint-Méven
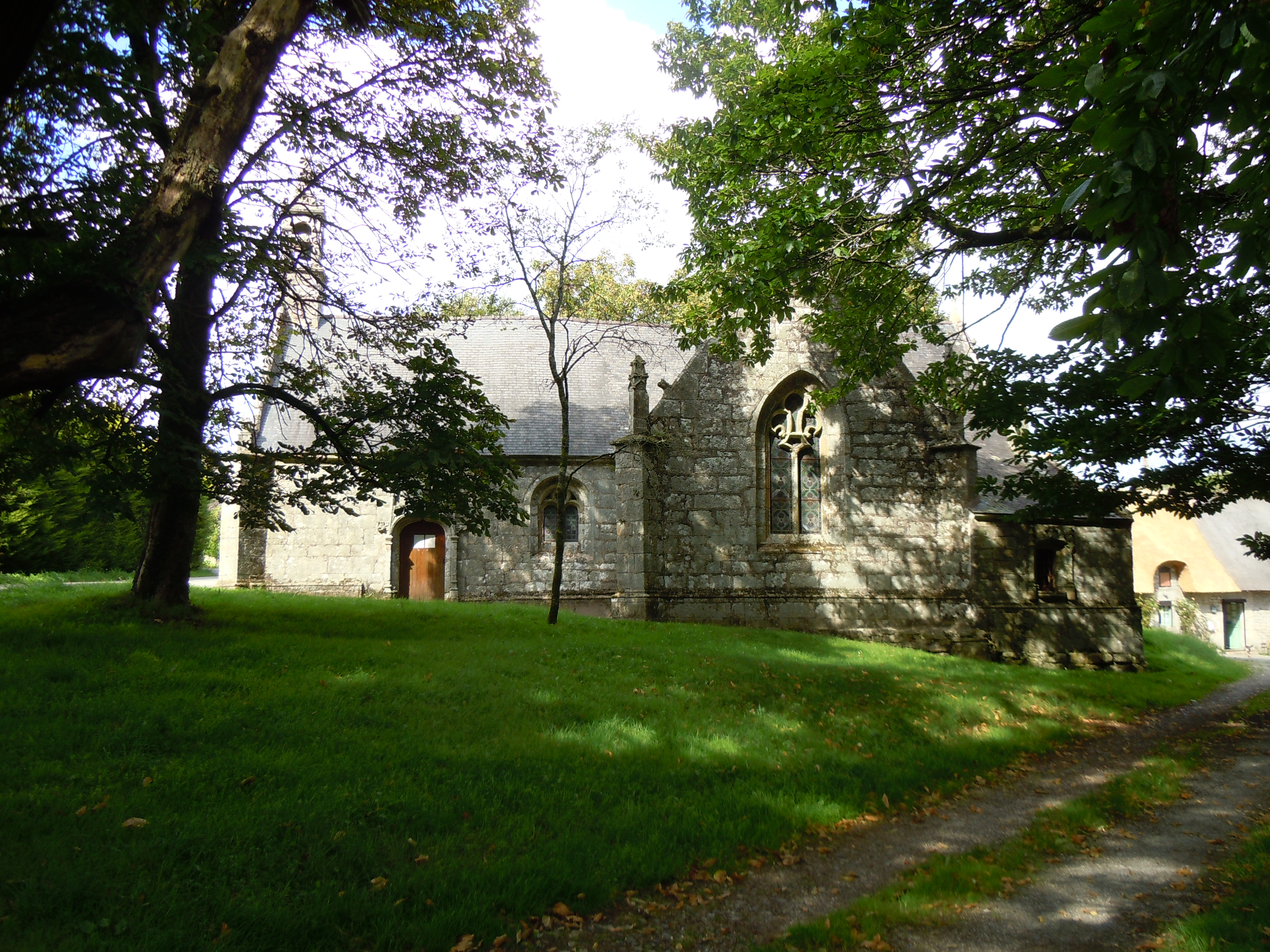
Kapelle Notre-Dame-de-la-Clarté